# Cologne (Minnesota)
Cologne – miasto w Stanach Zjednoczonych, w stanie Minnesota, w hrabstwie Carver.